# Challengers (manga)
Challengers (チャレンジャーズ?, Charenjāzu) è un manga di genere shōnen'ai creato da Hinako Takanaga e pubblicato a partire dal 1995. Dall'inizio del 2012 è in via di stampa anche in Italia per conto della Magic Press. Un sequel, intitolato Il tiranno innamorato, è stato edito nel 2004. 

## Trama
Tomoe, un liceale di Nagoya, compie un viaggio a Tokyo in preparazione degli esami d'ammissione per l'università. Appena giunto nella grande metropoli si perde cercando di raggiungere il suo hotel, e finisce per vagare per strade sconosciute a notte fonda. Incontra così due impiegati, Mitsugu e Taichiru, che s'erano attardati per andar a bere coi colleghi: Taichiru, ubriaco fradicio, vomita sul cappotto del ragazzo, che quindi viene portato in una lavanderia a gettoni, aperta 24 ore su 24. Mitsugu si offre quindi di aiutarlo a trovare il suo albergo, ma si rendono conto troppo tardi che l'indirizzo è rimasto nella tasca del cappotto che hanno appena portato a pulire. Mitsugu si offre allora di rimanere al posto di Tomoe ad attendere che il suo abito sia lavato, e il ragazzo può allora andare a dormire nell'appartamento di proprietà dell'uomo appena conosciuto. 
La mattina dopo va fresco e riposato a ritirate i moduli per l'esame e poi, mentre sta per prendere il treno che lo deve riportare a casa, il diciottenne viene improvvisamente baciato da Mitsugu, quell'uomo più grande che è stato finora così gentile da aiutarlo nella sua disavventura. Tomoe rimane scioccato e sgomento di fronte a tanta audacia: di certo non se l'aspettava.
In seguito Mitsugu riceve una cartolina da parte di Tomoe, il quale lo informa d'aver felicemente superato la prova d'ammissione: quando il ragazzo torna a Tokyo per cercar un posto dove vivere chiede nuovamente aiuto a Mitsugu e questi si offre immediatamente di dargli gratuitamente in sub-locazione una stanza del suo appartamento. Tomoe conclude che ciò è sicuramente una buona idea, permettendo di far risparmiare alla sua famiglia un bel po' di soldi, così accetta l'offerta. Viene a sapere che Mitsugu ha avuto un patrigno statunitense, e alla fine si troverà a far fronte alla confessione d'amore dell'uomo verso di lui. 
Tomoe ancora non riesce a comprendere bene i propri sentimenti e si trova, oltre che confuso, anche un po' irritato dal comportamento di Mitsugu, ma dopo quel primo momento di smarrimento inizia a ricambiare. La loro relazione viene così a svilupparsi passo passo, gradualmente e senza fretta, ma non senza interferenze da parte di vari amici e parenti dei due: Souichi è l'irascibile, intrattabile e sospettoso fratello maggiore di Tomoe, che cerca più volte di far sì che torni a casa. Emerge un po' alla volta che Souichi è diventato omofobo da quando è stato quasi violentato da uno dei suoi professori, quand'era ancora all'università, e si salvò solamente grazie al suo assistente di laboratorio Morinaga. Si dà il caso però che anche Morinaga sia omosessuale, ed abbia sempre avuto un debole per Souichi.